# Lijst van 3FM Megahits in 2012
Deze hits waren in 2012 3FM Megahit op 3FM:
| Nr. | Week    | Artiest                                                     | Titel                                                       | Hoogste positie in de 3FM Mega Top 50                       |
| --- | ------- | ----------------------------------------------------------- | ----------------------------------------------------------- | ----------------------------------------------------------- |
| 944 | Week 1  | Studio Killers                                              | Ode to the Bouncer                                          | 1(1wk)                                                      |
| 945 | Week 2  | Go Back to the Zoo                                          | What If                                                     | 28                                                          |
| 946 | Week 3  | Jason Mraz                                                  | I Won't Give Up                                             | 4                                                           |
| 947 | Week 4  | The Asteroids Galaxy Tour                                   | Heart Attack                                                | 22                                                          |
| 948 | Week 5  | Train                                                       | Drive By                                                    | 3                                                           |
| 949 | Week 6  | Miike Snow                                                  | Paddling Out                                                | 31                                                          |
| 950 | Week 7  | Athlete                                                     | Wires                                                       | geen notering                                               |
| 951 | Week 8  | Emeli Sandé                                                 | Next to Me                                                  | 4                                                           |
| 952 | Week 9  | Fun. & Janelle Monáe                                        | We Are Young                                                | 5                                                           |
| 953 | Week 10 | John Mayer                                                  | Shadow Days                                                 | 9                                                           |
| 954 | Week 11 | Azealia Banks & Lazy Jay                                    | 212                                                         | 14                                                          |
| 955 | Week 12 | Keane                                                       | Silenced by the Night                                       | 13                                                          |
| 956 | Week 13 | Of Monsters and Men                                         | Little Talks                                                | 7                                                           |
| 957 | Week 14 | Trijntje Oosterhuis                                         | Happiness                                                   | 16                                                          |
| 958 | Week 15 | Miss Montreal                                               | I Am Hunter                                                 | 24                                                          |
| 959 | Week 16 | Alabama Shakes                                              | Hold On                                                     | 22                                                          |
| 960 | Week 17 | The Kyteman Orchestra                                       | The Mushroom Cloud                                          | 30                                                          |
| 961 | Week 18 | Racoon                                                      | Liverpool Rain                                              | 23                                                          |
| 962 | Week 19 | Will and the People                                         | Lion in the Morning Sun                                     | 4                                                           |
| 963 | Week 20 | The Shins                                                   | No Way Down                                                 | 32                                                          |
| 964 | Week 21 | Ed Sheeran                                                  | You Need Me, I Don't Need You                               | 23                                                          |
| 965 | Week 22 | Rudimental & John Newman                                    | Feel the Love                                               | 2                                                           |
| 966 | Week 23 | Matt Corby                                                  | Brother                                                     | 21                                                          |
| 967 | Week 24 | Ben Howard                                                  | Keep Your Head Up                                           | 8                                                           |
| 968 | Week 25 | San Cisco                                                   | Awkward                                                     | 29                                                          |
| 969 | Week 26 | The Gaslight Anthem                                         | 45                                                          | 33                                                          |
| 970 | Week 27 | Muse                                                        | Survival                                                    | 13                                                          |
| 971 | Week 28 | Major Lazer                                                 | Get Free                                                    | 5                                                           |
| 972 | Week 29 | The Killers                                                 | Runaways                                                    | 17                                                          |
| 973 | Week 30 | Green Day                                                   | Oh Love                                                     | 29                                                          |
| 974 | Week 31 | The Opposites                                               | Slapeloze nachten                                           | 3                                                           |
| 975 | Week 32 | Grouplove                                                   | Tongue Tied                                                 | 30                                                          |
| 976 | Week 33 | Mumford & Sons                                              | I Will Wait                                                 | 20                                                          |
| 977 | Week 34 | Asaf Avidan                                                 | One Day / Reckoning Song (Wankelmut Rmx)                    | 1(5wk)                                                      |
| 978 | Week 35 | Muse                                                        | Madness                                                     | 25                                                          |
| 979 | Week 36 | The Black Keys                                              | Little Black Submarines                                     | 19                                                          |
| 980 | Week 37 | Will and the People                                         | Salamander                                                  | 30                                                          |
| 981 | Week 38 | Robbie Williams                                             | Candy                                                       | 2                                                           |
| -   | Week 39 | Geen 3FM Megahit in verband met de 90's Request-week        | Geen 3FM Megahit in verband met de 90's Request-week        | Geen 3FM Megahit in verband met de 90's Request-week        |
| 982 | Week 40 | Douwe Bob                                                   | Multicoloured Angels                                        | 11                                                          |
| 983 | Week 41 | Kane                                                        | Come Together                                               | 10                                                          |
| 984 | Week 42 | Jake Bugg                                                   | Lightning Bolt                                              | 15                                                          |
| 985 | Week 43 | Passenger                                                   | Let Her Go                                                  | 1(4wk)                                                      |
| 986 | Week 44 | Ellie Goulding                                              | Lights                                                      | 24                                                          |
| 987 | Week 45 | Kodaline                                                    | All I Want                                                  | 20                                                          |
| 988 | Week 46 | Staygold                                                    | Wallpaper                                                   | 3                                                           |
| 989 | Week 47 | The Opposites                                               | Hey DJ                                                      | 10                                                          |
| 990 | Week 48 | Andy Burrows                                                | Hometown                                                    | 21                                                          |
| 991 | Week 49 | Mumford & Sons                                              | Lover of the Light                                          | 35                                                          |
| 992 | Week 50 | Laura Jansen & Tom Chaplin                                  | Same Heart                                                  | 3                                                           |
| -   | Week 51 | Geen 3FM Megahit in verband met de 3FM Serious Request-week | Geen 3FM Megahit in verband met de 3FM Serious Request-week | Geen 3FM Megahit in verband met de 3FM Serious Request-week |
| -   | Week 52 | Geen 3FM Megahit in verband met de Top Serious Request-week | Geen 3FM Megahit in verband met de Top Serious Request-week | Geen 3FM Megahit in verband met de Top Serious Request-week |

1993 · 
1994 ·
1995 · 
1996 ·
1997 ·
1998 ·
1999 ·
2000 ·
2001 ·
2002 ·
2003 ·
2004 ·
2005 ·
2006 ·
2007 ·
2008 ·
2009 ·
2010 ·
2011 ·
2012 ·
2013 ·
2014 ·
2015 ·
2016 ·
2017 ·
2018 ·
2019 ·
2020 ·
2021 ·
2022 ·
2023 ·
2024 ·
2025